# Черняєв Василь Матвійович
Васи́ль Матві́йович Черня́єв (1794–1871) — ботанік родом з Вороніжчини, дослідник флори України, професор Харківського університету.

## Життєпис
Походив з духовного звання; навчався у Воронезькій духовній семінарії.
У 1813 був зарахований на перший курс медичного факультету Харківського університету як «казеннозаштатний», тобто навчався за казенний рахунок студента.
По закінченні Харківського університету отримав звання кандидата медицини.
Працював у Харківському університеті в 1829—1859.
Талановитість молодого натураліста, його любов до природничих наук звернули на себе увагу викладачів. У 1816, ще будучи студентом, Черняєв був призначений наглядачем зоологічного кабінету університету, заснованого Ф. А. Делявінем, за пропозицією якого і був залишений при університеті для підготовки до професорського звання.
У вересні 1819 року Черняєву було доручено викладання курсу «Огляд трьох царств природи» студентам усіх факультетів.
У 1820 затверджений у званні лікаря. У 1820-1821 працював прозектором при кафедрі нормальної анатомії медичного факультету Харківського університету.
Навесні 1821 вирушив у ботанічну експедицію середніми і південними широтами Російської імперії для вивчення флори і збору гербарію, а восени поїхав в наукове відрядження за кордон. Під час поїздки Російською імперією він познайомився з відомим ботаніком бароном Федором Біберштейном, проводив спільно з ним ботанічні екскурсії, брав участь у складанні III тому Таврійсько-кавказької флори. Закордоном Черняєв пробув понад три роки (1821-1825).
Більше року Черняєв провів у Богемії та Австрії, вивчаючи гербарії професорів Вільденова і Жакена. Потім поїхав до Парижа, де слухав лекції найвизначніших дослідників природи — Жюссье, Кюв'є, Дюмеріль, Жоффруа Сент-Ілера, Ламарка. Спробував придбати гербарій, що продавався Персоном, на що не отримав з Харкова необхідних коштів. Багато часу присвячував вивченню великої колекції рослин Ботанічного королівського саду Парижа (фр. Jardin des plantes). У 1824 прослухав низку лекційних курсів з ботаніки та зоології в Берлінському університеті.
Великі зібрані ним гербарії і закуплені у Франції зоологічні колекції Черняєв відсилав до Харківського університету. Гербарій, відправлений Черняєвим до Харківського університету, складався з п'яти тисяч екземплярів рослин. Серед зоологічних колекцій були колібрі, різні бразильські птахи, мавпи, тихохід, комахи, молюски та ін.
Черняєв повернувся в Російську імперію на початку 1825 і кілька місяців працював в Петербурзькому ботанічному саду, вивчаючи гербарії Трініуса, Турчанінова та інші колекції.
16 жовтня [[1825] розпочав педагогічну роботу в Харківському університеті; в лютому 1826 Міністерство народної освіти затвердило його ад'юнктом природної історії і ботаніки; 2 березня 1829 затверджений ординарним професором ботаніки.
Протягом своєї багаторічної служби в університеті неодноразово обирався деканом фізико-математичного факультету (1837-1839, 1841-1845, 1855). Педагогічна діяльність Черняєва в Харківському університеті тривала 40 років, аж до 1859.
Впродовж багатьох років Черняєв також читав в університеті, окрім ботанічних курсів, зоологію. Майже тридцять років він був єдиним викладачем ботаніки в університеті; тільки в останні десять років своєї педагогічної діяльності він отримав помічників, що розділили з ним читання ботанічних курсів.
Протягом останніх 30-ти років свого життя Черняєв завідував ботанічним садом Харківського університету; в облаштування саду він вклав багато сил і праці, мріяв про організацію саду за зразками кращих закордонних ботанічних садів, які відвідував під час своїх закордонних відряджень, але мізерні кошти, що виділялися університетом, не дозволили йому здійснити ці проєкти.
Ботанічні лекції Черняєва були цікавими і змістовними. Його учні у своїх спогадах писали, що професор Черняєв викладав ботаніку, неодмінно використовуючи живі рослини. Ранньою весною починалися екскурсії на природу, де систематика вивчалася на живих рослинах. При вивченні анатомії рослин використовувалися мікроскопи. Черняєв володів рідкісною здатністю пояснювати доступно і просто складні наукові питання. Студенти любили лекції з ботаніки і ще більше самого професора за простоту, товариськість, за живий веселий характер.
Черняєв був невтомним мандрівником — дослідником флори України. Влітку, під час канікул, самотужки і зі студентами протягом десятиліть він вивчав флору України, збираючи гербарій. А взимку проводив копітку, трудомістку роботу з систематизації зібраних рослин. Тривалі флористичні експедиції Черняєв продовжував і після звільнення з університету в 1859, поки дозволяло здоров'я.

## Наукова діяльність
Великі багаторічні збори рослин Черняєва утворили гербарій Харківського університету, який складався з трьох розділів:

1) рослини Європи, Азії та інших зарубіжних країн;

2) рослин Європейської та Азійської частин Російської імперії;

3) рослин України і прилеглих до неї місцевостей.
Головна заслуга Черняєва перед вітчизняною ботанікою полягає в публікації у 1859 праці «Конспект растений, дикорастущих и разводимых в окрестностях Харькова и на Украине». Це було перше зведення із флори України, що включала 1 769 видів рослин: 1 657 дикорослих і 112 культурних, з яких 17 видів рослин були новими, вперше відкритими Черняєвим.
Зібрав великий гербарій флори України (тепер зберігається в Інституті ботаніки імені М. Г. Холодного НАН України), в якому наведено понад 1 700 видів (у тому числі 17 нових) рослин.
Незважаючи на стислість описів і відсутність вказівок про місцезнаходження, конспект флори Черняєва використовується фахівцями дотепер; довгий час це була єдина робота із флорі України, яка стала чималим внеском у вивчення цієї флори.
Крім вищих рослин, Черняєв усе життя вивчав гриби (Харківської та суміжних губерній). Будучи в наукових відрядженнях закордоном, він вивчав гриби західноєвропейських країн. Перші роботи з флори українських грибів, і зокрема міксоміцетів, належать Черняєву.
З матеріалів Санкт-Перербурзького історичного архіву видно, що Черняєв відкрив нові види грибів у складі української флори і прагнув перевірити правильність своїх визначень з фахівцями — мікологами. У Петербурзі він радився з академіком Г. Бонгардом, але той не міг йому допомогти, так як у знанні мікрофлори далеко поступався Черняєву.
У 1839 Черняєву було дозволене наукове відрядження до Швеції до відомого міколога Еліаса Фриза, учня Ліннея, який працював в Упсальському університеті. Черняєв привіз Фризу відкриті ним в Україні нові форми дощовиків (Lycoperdaceae), і висловив свої припущення у зв'язку з цим про встановлення нових родів у цій родині, що було схвалено Фризом.
З мікологічних робіт Черняєва найбільш цікава і важлива стаття «Новые тайнобрачные Украины и несколько слов о флоре этой страны» (1845). Тут були описані нові роди і види грибів, знайдені ним в Україні; серед грибів описувалися і паразитичні форми. У зазначеній статті опису грибів є вступ про характер флори України. У цій флорі Черняєв бачив поєднання північних, середньоукраїнських і східних форм рослин.
Ботанік Валерій Талієв, що тривалий час працював у Харківському університеті, встановлює за Черняєвим пріоритет у відкритті в Україні чагарника-релікта — вовчі ягоди Софії.
Все життя Черняєв вів велику науково-громадську роботу. Він був членом багатьох наукових товариств: товариства любителів садівництва, Шведського товариства садівництва, Вільного економічного суспільства, товариства сільського господарства та низки інших.
У своїх численних ботанічних екскурсіях, що були постійною потребою його енергійної натури, Василь Черняєв зібрав величезний гербарій, який залишив Харківському університету. Гербарій цей є важливим матеріалом для вивчення флори України.
В 2016 р. в гербарії В. Черняєва (з м. Харкова), який зберігається в Інституті ботаніки НАН України ім М. Г. Холодного (KW) виявлено новий для флори України вид — гронянку просту (Botrychium simplex E.Hitchc.).

## Наукові праці
- «О пользе отечественных злаков». Речь, произнесённая в торжественном собрании Харьковского университета 30 августа 1828 г. — Харьков, 1828.
- «О лесах Украины». Речь, произнесённая в торжественном собрании Харьковского университета 1 сентября 1857 г. — М., 1858. — 54 с.
- «Конспект растений дикорастущих и разводимых в окрестностях Харькова и в Украйне». — Харьков, 1859. — 90 с.

## Родина
Сини: Микола (1832-1868) — директор і засновник Сільськогосподарського музею в Санкт-Петербурзі.
Валеріан (1844—1892) — вчений-агроном, спеціаліст із сільськогосподарських машин, інспектор сільського господарства при Міністерстві державного майна і член його наукового комітету, дійсний статський радник. Мав дві вищі освіти: природниче відділення Харківського університету і Петровська землеробська академія. Читав публічні лекції в Сільськогосподарському музеї і на різних сільськогосподарських виставках. Протягом 24 років був співробітником «землеробської газети», в якій помістив близько 500 статей; там же друкувалися його відповіді на питання, що надсилалися до редакції аграріїв.